# 官能小説を書く女の子はキライですか?
『官能小説を書く女の子はキライですか?』（かんのうしょうせつをかくおんなのこはキライですか?）は、辰川光彦による日本のライトノベル。イラストは七が担当。電撃文庫より2010年8月から刊行されている。
電撃文庫MAGAZINEに掲載され好評だった短編が初出である。

## あらすじ
高校2年になった主人公である真一のもとに幼馴染である月が来た。しかし、月には、将来は官能小説家になるという夢まであった。ところが、月は父親との「官能小説を書くなら他校で卒業まで誰にも自分が女性であることがばれないようにする」という約束によって、真一の学校に通うときは男装をして通わなければならないことになり、真一は月のことが色々な人にばれそうにならないように日々奮闘することになる。

## 主な登場人物
小鳥遊 真一（たかなし しんいち）
主人公。高校2年生。月の男装が皆にばれないように日々奮闘している。
鈍感なところがあり、月や恵に好意を寄せられていることにあまり気付いていない。
氷坂 月（ひさか つき）
真一の幼馴染。父親とのある賭けのため、性別を偽り男子として真一のクラスに転校してくる。
転校当初こそ容姿や言動などから性別を疑われていたが、1巻ラストでの真一の奇策により『線の細い男』として認知されるようになる。
真一に好意をよせているが、自分でもそのことには気づいていない。絶叫系も恐怖系も苦手。
藍川 恵（あいかわ めぐみ）
真一と月の同級生。生徒会役員。
3巻にて月から男装をしている理由を聞かされ、月の父親からも了承を得てひみこと同じ月の秘密を知るものとなった。
真一に好意を寄せているが行動は起こせずにいる。絶叫系は好きだがお化けなどの恐怖系は大の苦手。
浅井 雅史（あさい まさし）
真一と月の同級生。何かにつけて真一を目の敵にしている。生徒会副会長。
浅井 ひみこ（あさい ひみこ）
雅史の妹。中学2年生。同人誌を書いており、月のよき理解者である反面、真一を月か恵のどちらかとくっつけようと日々色々な作戦を練っている。
月の秘密を知っている数少ない人物である。
氷坂 隆太郎（ひさか りゅうたろう）
月の父。剣道を教えていた真一からは「師匠」と呼ばれている。
娘の月の「官能小説家になる」という夢に対しては否定的ながら、その理由については複雑な感情が垣間見える。

## 既刊一覧
- 辰川光彦（著）・七（イラスト）、アスキー・メディアワークス〈電撃文庫〉、既刊5巻（2011年11月10日現在）
  - 『官能小説を書く女の子はキライですか?』、2010年8月10日発売[1]、ISBN 978-4-04-868766-9
  - 『官能小説を書く女の子はキライですか?（2）』、2010年11月10日発売[2]、ISBN 978-4-04-870059-7
  - 『官能小説を書く女の子はキライですか?（3）』、2011年3月10日発売[3]、ISBN 978-4-04-870377-2
  - 『官能小説を書く女の子はキライですか?（4）』、2011年7月10日発売[4]、ISBN 978-4-04-870593-6
  - 『官能小説を書く女の子はキライですか?（5）』、2011年11月10日発売[5]、ISBN 978-4-04-886085-7